# Турс, Астрид
А́стрид Гуни́лла Маргаре́та Ту́рс (швед. Astrid Gunilla Margareta Thors; род. 6 ноября 1957, Хельсинки, Финляндия) — финский политик, депутат парламента от Шведской народной партии; министр по делам Европы и иммиграции во втором кабинете Ванханена и кабинете Кивиниеми; с 2013 года — Верховный комиссар по делам национальных меньшинств ОБСЕ.

## Биография
Родилась 6 ноября 1957 года в Хельсинки, в Финляндии, в семье профессора Карла-Эрика Турс.
С 1996 по 2004 годы была депутатом Европарламента от Финляндии.
С 19 апреля 2007 по 22 июня 2010 года была министром по делам Европы и иммиграции во втором кабинете Ванханена и продолжила исполнение обязанностей министра с 22 июня 2010 по 22 июня 2011 года в кабинете Кивиниеми.
17 июля 2013 года избрана Верховным комиссаром по делам национальных меньшинств ОБСЕ..
В 2019 году подписала «Открытое письмо против политических репрессий в России».